# Die Môra
Die Môra ist eine Oper des Komponisten  Ernst Viebig aus dem Jahr 1925. Thematisch greift die Oper den Inhalt des Romans „Absolvo te“ seiner Mutter Clara Viebig auf. Das Libretto ist ebenfalls von Clara Viebig verfasst. Inhaltlich geht es um eine junge Frau, die gegen ihren Willen mit einem älteren, wohlhabenden Mann verheiratet worden ist und die versucht, sich dieses Mannes zu entledigen.

## Inhalt
Clara Viebig greift zwar thematisch auf ihren Roman Absolvo te zurück, jedoch löst sie, um der Musik Raum zu geben, einzelne Bilder heraus. Eine wesentliche Abweichung ist die Einführung einer mythologischen Figur, der ›Môra‹, einer Art Weibsteufel aus der polnischen Sage, welche sich die Männer hörig macht, um sie zu vernichten. Von dieser Figur erhält die Oper ihren Namen.
Clara Viebig nimmt wesentliche Straffungen ihres Romans vor und reduziert das Figurenreppertoire. Die gegen ihren Willen verheiratete Sofia vereint in Personalunion die Gutsherrin und die mystische Figur der Môra, die im Teich des nahegelegenen Przykop-Wäldchens haust. Ihrem Ehemann Tiralla wird vergifteter Wein von Lehrer Behnka gereicht, der in Sofia verliebt ist und alles für sie tun würde. Sofia aber ist Martin, dem Herrn des Nachbargutes zugetan. Ihre Tochter Rozia tritt als Gegenspielerin Sofias auf, und zwar in charakterlicher Hinsicht, in ihrer Liebe zu ihrem Vater und in ihrer Konkurrenz zu dem Gutsherrn Martin. Zudem sind „Stimmen der Nacht“ als Chor eingeführt, die Behnkas schlechtes Gewissen darstellen und als Ankläger Sofias auftreten:
Stimmen: 	»Mörderin!
[…]
Wir klagen
Wir schreien
Wir tosen
im Wind.« (S. 29)
Sofias Klage über Tirallas besitzergreifendes und von Geld gesteuertes Verhalten spricht von Misshandlung: »Der in tierischer Brunst
In sein Bett mich zerrt
Wie eine, die gekauft
Um eine Handvoll Groschen. (S. 16)
[…]
Mein Mann ist schlecht
Er ist trunken,
Er schlägt mich.« (S. 25)
Tirallas hingegen bereut seine Drängen zur Heirat und fasst dem Entschluss, sich aufgrund seiner Fehltat selbst aus dem Weg zu räumen: »Sofia – Arme –
Ich lebe zu lange,
Bin alt und hässlich,
Du bist jung und schön
(zu sich selber) Was willst du noch hier?« (S. 39)
Doch auch später gewinnt Sofia nicht Martin, ihre Liebe. Einsichtig zieht Martin sich zurück: »Weh –
In meinen Ohren gellt Mord! – –
(zu Sofia sich wendend) Ich muß von dir gehen,
Die du meine Sinne betörtest,
Meine Seele sucht Reinheit.« (S. 45)
Sofia als gedemütigte Ehefrau und gleichzeitig als männermordende mythologische Môra in Personalunion zieht sich am Ende in ihren Teich zurück: »Ich gehe,
Entschwebe, jenseits in Weiten, –
In Tiefen, in Höhen, –
In Himmeln, in Höllen, –
Verheißung, Verdammnis.« (S. 47)

## Entstehungsgeschichte
Für Ernst Viebig entspringt die Stoffwahl einer privaten Motivation: in der Doppelfigur der Sofia/Môra und ihrer Gegenspielerin, der unschuldigen Tochter Rozia, sieht Ernst „meine gewesene Geliebte Trude und meine neue Liebe Irmgard“ gespiegelt.

## Aufführungen
Erich Orthmann, Generalmusikdirektor in Düsseldorf, ermöglicht die Uraufführung, die am 12. März 1925 im Düsseldorfer Stadttheater stattfindet. 1929 wird sie im Berliner Funk als Sendung wiederholt.

## Stimmen der Kritik
Die Kritiker sind nach der Aufführung der Oper geteilter Auffassung. Viebigs Dichtung wird als „von tiefem Stimmungsgehalt“ gelobt. Auch forme Clara aus ihrem Roman „in kluger Erkenntnis von den Ausdrucksmöglichkeiten der Bühne und der Musik Realistisches zum Phantastischen um und ließ die Menschen der Handlung zu Symbolen ewigen Kampfes zwischen dunklen Trieben und dem Streben nach Reinheit und Wahrheit werden.“ Auch wird ihr Libretto gelobt als ein Werk, in dem „der ungehemmte Trieb […] Gegenstand der dramatischen Gestaltung und Bewunderung“ sei, im Übrigen sei „wertvoller als der Stoff […] die Form, in der Clara Viebig die Handlung darbietet.“ Das Libretto habe Vorzüge: „Die Dichterin weiß, welche Bewandtnis es mit einem musikalischen Text hat. Die Handlung ist in Verse gebannt, die immer nur seelische Situation ausdrücken. Ein solcher Text komponiert sich für einen Vollblutmusiker fast von selbst.“
Andernorts wird festgestellt: „Mit Knappheit und Schärfe umreißt das Libretto das romanhafte Geschehen […] duldet nur sechs Personen als Träger der Handlung, die sofort dramatische Spannung bringt und ihrer bis Schluß nicht entbehrt.“ Doch entstehe durch die Schnelligkeit der Handlung „eine Sprunghaftigkeit der Zeichnung psychologischer Entwicklungen, die mitunter Bedenken erregt.“ Ebenfalls wird als Mangel „die fehlende Tragik und damit das Fehlen des Ethos […] nur ein Besessensein, eine hysterische Sexualität, die pathologisch wirkt, und damit der Tragik entbehren muss“, festgestellt. Ferner sei die „Phantastik und Symbolik der Gestalten nicht erreicht […] dadurch komm[e] eine unsichere Haltung in die Menschen hinein, die nicht Fisch und nicht Fleisch sind.“
Der Umwandlung des naturalistisch geprägten Romans über Schuld, Rechtfertigung und Vergebung in ein Libretto, in dem die mythische Gestalt der Môra in den Mittelpunkt gestellt wird, haftet etwas Unwirkliches, Schwebendes an. Ernst Viebig urteilt dementsprechend, grundsätzlich sei die Oper ein Erfolg gewesen, doch „wegen des etwas wirren und ungemein überhitzten Stoffes und der für damalige Opernbegriffe teils recht widerspenstigen Musik nicht recht etwas fürs Publikum.“

## Ausgaben
Clara Viebig verlegt ihr Libretto bei der Stuttgarter Deutschen Verlagsanstalt.
Ein Exemplar der Partitur befindet sich in der Bayerischen Staatsbibliothek.